# Hemiancistrus cerrado
Hemiancistrus cerrado är en fiskart som beskrevs av De Souza, Melo, Chamon och Jonathan W. Armbruster 2008. Hemiancistrus cerrado ingår i släktet Hemiancistrus och familjen Loricariidae. Inga underarter finns listade i Catalogue of Life.